# Atypus medius
Atypus medius är en spindelart som beskrevs av Tatyana I. Oliger 1999. Atypus medius ingår i släktet Atypus och familjen pungnätsspindlar. Inga underarter finns listade.